# Elisabetta Cristina Ulrica di Brunswick-Wolfenbüttel
Elisabetta Cristina Ulrica di Brunswick-Wolfenbüttel (Wolfenbüttel, 8 novembre 1746 – Stettino, 18 febbraio 1840) è stata una principessa tedesca.
Elisabetta Cristina era figlia del duca Carlo I di Brunswick-Wolfenbüttel (1713 – 1780) e di Filippina Carlotta di Prussia (1716 – 1801), sorella minore di Federico il Grande.

## Biografia
Il re Federico il Grande dispose che sua nipote Elisabetta Cristina, già adulta e piuttosto brillante, sposasse il cugino, nipote di Federico, il futuro re Federico Guglielmo II, figlio del principe Augusto Guglielmo di Prussia e di Luisa Amalia di Brunswick-Wolfenbüttel. Elisabetta Cristina doveva, secondo le idee del re, instradare la vita amorosa del pretendente al trono in binari normali e preoccuparsi della successione.

### Matrimonio
La cerimonia matrimoniale non ebbe luogo ove era stato originariamente previsto, cioè nella Cappella del Castello di Charlottenburg bensì il 14 luglio 1765 a Salzdahlum.
Però i propositi del re non si compirono: dopo la nascita della figlia Federica Carlotta (7 maggio 1767) la situazione divenne tesa. Si notava dappertutto l'interesse di Federico per le attrici e le ballerine francesi. Così la sua consapevole consorte non volle più tollerare. Elisabetta cercò e trovò consolazione presso i giovani ufficiali della Guardia.
Il re Federico scrisse in una lettera alla sorella Filippina Carlotta:
(Federico il Grande alla sorella Filippina Carlotta)
Quando ella rimase incinta, pianificò nel 1769, come notò Federico Guglielmo di Thulemeyer, la fuga dalla Prussia con il suo amante ma venne tradita. Si giunse così in aprile alla separazione ufficiale dal principe ereditario.
Per escludere eventuali pretese al trono di discendenti illegittimi, il principe ereditario fece pressioni, in accordo con i suoi zii, per il divorzio, che infine il re come anche la corte del Braunschweig dovettero concedere. Entro due giorni ella partì per Küstrin. Federico il Grande, che non aveva figli, obbligò il nipote, già tre mesi dopo il divorzio, a risposarsi.

### Prigionia

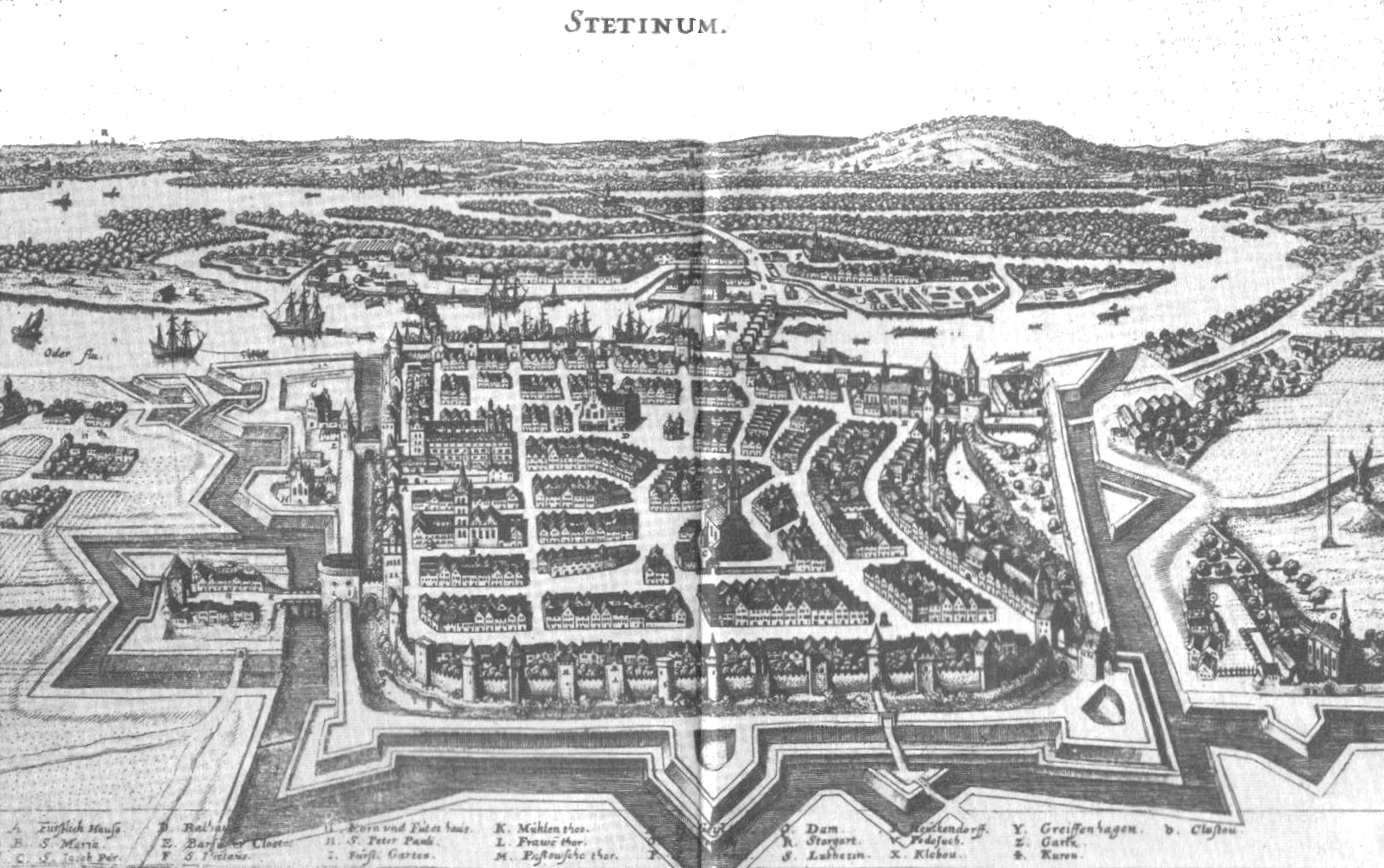
La fortezza di Stettino, incisione di von Caspar Merian

Elisabetta Cristina fu esiliata quale prigioniera di stato nella fortezza di Stettino e le fu permesso di avere solo poche accompagnatrici.
Gradualmente però Federico il Grande si preoccupò maggiormente delle sue condizioni di vita e dopo la di lui morte nel 1786, ella ottenne una maggior libertà e fin dal 1774 ebbe a disposizione uno vecchio edificio di servizio a Jasienica. Nel 1810 Stettino fu occupata dalle truppe di Napoleone. Ad Elisabetta fu consentito di acquistare la cosiddetta Pädagogenmühle ed erigervi una modesta residenza estiva. I suoi fratelli e sorelle e la figlia non la rividero mai. Federico Guglielmo IV fu l'unico a renderle visita.
Elisabetta morì nel 1840. Aveva 93 anni ed era così amata, che alla sua morte tutte le campane della città suonarono. Non volle essere sepolta nella tomba detta alten Kerls in Braunschweig e fece erigere per sé un mausoleo nel suo amato parco. Quando il giardino passò in mani private, la sua salma fu traslata nella chiesa della fortezza di Stettino. Alcune fonti dichiarano che la salma di Elisabetta Cristina fu successivamente traslata nel duomo di Cracovia.
Dal matrimonio con Federico Guglielmo II era nata una figlia, Federica Carlotta di Prussia (1767 – 1820), che fu allevata alternativamente dalla nonna paterna, Luisa Amalia di Brunswick-Wolfenbüttel (1722 – 1780) e dalla seconda moglie del padre, Federica Luisa (1751 – 1805). Federica Carlotta sposò nel 1791 Federico Augusto, duca di York e di Albany (1763 – 1827), secondo figlio del re d'Inghilterra, Giorgio III.

## Ascendenza
|                                                      |                       |                                         | Genitori                                              |  |  | Nonni |  |  | Bisnonni                                   |  |  | Trisnonni                     |  |
|                                                      |                       |                                         |                                                       |  |  |       |  |  | Ferdinando Alberto I di Brunswick-Lüneburg |  |  | Augusto di Brunswick-Lüneburg |  |
|                                                      |                       |                                         |                                                       |  |  |       |  |  | Ferdinando Alberto I di Brunswick-Lüneburg |  |  | Augusto di Brunswick-Lüneburg |  |
|                                                      |                       | Elisabetta Sofia di Meclemburgo-Güstrow |                                                       |  |  |       |  |  | Ferdinando Alberto I di Brunswick-Lüneburg |  |  |                               |  |
| Ferdinando Alberto II di Brunswick-Lüneburg          |                       |                                         |                                                       |  |  |       |  |  | Ferdinando Alberto I di Brunswick-Lüneburg |  |  |                               |  |
|                                                      |                       | Cristina d'Assia-Eschwege               | Federico d'Assia-Eschwege                             |  |  |       |  |  |                                            |  |  |                               |  |
|                                                      |                       | Cristina d'Assia-Eschwege               | Federico d'Assia-Eschwege                             |  |  |       |  |  |                                            |  |  |                               |  |
|                                                      |                       | Cristina d'Assia-Eschwege               | Eleonora Caterina del Palatinato-Zweibrücken-Kleeburg |  |  |       |  |  |                                            |  |  |                               |  |
| Carlo I di Brunswick-Wolfenbüttel                    |                       | Cristina d'Assia-Eschwege               |                                                       |  |  |       |  |  |                                            |  |  |                               |  |
|                                                      |                       | Luigi Rodolfo di Brunswick-Lüneburg     | Antonio Ulrico di Brunswick-Lüneburg                  |  |  |       |  |  |                                            |  |  |                               |  |
|                                                      |                       | Luigi Rodolfo di Brunswick-Lüneburg     | Antonio Ulrico di Brunswick-Lüneburg                  |  |  |       |  |  |                                            |  |  |                               |  |
|                                                      |                       | Luigi Rodolfo di Brunswick-Lüneburg     | Elisabetta Giuliana di Schleswig-Holstein-Sonderburg  |  |  |       |  |  |                                            |  |  |                               |  |
| Antonietta Amalia di Brunswick-Wolfenbüttel          |                       | Luigi Rodolfo di Brunswick-Lüneburg     |                                                       |  |  |       |  |  |                                            |  |  |                               |  |
|                                                      |                       | Cristina Luisa di Oettingen-Oettingen   | Alberto Ernesto I di Oettingen-Oettingen              |  |  |       |  |  |                                            |  |  |                               |  |
|                                                      |                       | Cristina Luisa di Oettingen-Oettingen   | Alberto Ernesto I di Oettingen-Oettingen              |  |  |       |  |  |                                            |  |  |                               |  |
|                                                      |                       | Cristina Luisa di Oettingen-Oettingen   | Cristina Federica di Württemberg                      |  |  |       |  |  |                                            |  |  |                               |  |
| Elisabetta Cristina Ulrica di Brunswick-Wolfenbüttel |                       | Cristina Luisa di Oettingen-Oettingen   |                                                       |  |  |       |  |  |                                            |  |  |                               |  |
|                                                      | Federico I di Prussia | Federico Guglielmo I di Brandeburgo     |                                                       |  |  |       |  |  |                                            |  |  |                               |  |
|                                                      | Federico I di Prussia | Federico Guglielmo I di Brandeburgo     |                                                       |  |  |       |  |  |                                            |  |  |                               |  |
|                                                      | Federico I di Prussia | Luisa Enrichetta d'Orange               |                                                       |  |  |       |  |  |                                            |  |  |                               |  |
| Federico Guglielmo I di Prussia                      | Federico I di Prussia |                                         |                                                       |  |  |       |  |  |                                            |  |  |                               |  |
|                                                      |                       | Sofia Carlotta di Hannover              | Ernesto Augusto di Brunswick-Lüneburg                 |  |  |       |  |  |                                            |  |  |                               |  |
|                                                      |                       | Sofia Carlotta di Hannover              | Ernesto Augusto di Brunswick-Lüneburg                 |  |  |       |  |  |                                            |  |  |                               |  |
|                                                      |                       | Sofia Carlotta di Hannover              | Sofia del Palatinato                                  |  |  |       |  |  |                                            |  |  |                               |  |
| Filippina Carlotta di Prussia                        |                       | Sofia Carlotta di Hannover              |                                                       |  |  |       |  |  |                                            |  |  |                               |  |
|                                                      |                       | Giorgio I di Gran Bretagna              | Ernesto Augusto di Brunswick-Lüneburg                 |  |  |       |  |  |                                            |  |  |                               |  |
|                                                      |                       | Giorgio I di Gran Bretagna              | Ernesto Augusto di Brunswick-Lüneburg                 |  |  |       |  |  |                                            |  |  |                               |  |
|                                                      |                       | Giorgio I di Gran Bretagna              | Sofia del Palatinato                                  |  |  |       |  |  |                                            |  |  |                               |  |
| Sofia Dorotea di Hannover                            |                       | Giorgio I di Gran Bretagna              |                                                       |  |  |       |  |  |                                            |  |  |                               |  |
|                                                      |                       | Sofia Dorotea di Celle                  | Giorgio Guglielmo di Brunswick-Lüneburg               |  |  |       |  |  |                                            |  |  |                               |  |
|                                                      |                       | Sofia Dorotea di Celle                  | Giorgio Guglielmo di Brunswick-Lüneburg               |  |  |       |  |  |                                            |  |  |                               |  |
|                                                      |                       | Sofia Dorotea di Celle                  | Éléonore d'Esmier d'Olbreuse                          |  |  |       |  |  |                                            |  |  |                               |  |
|                                                      |                       | Sofia Dorotea di Celle                  |                                                       |  |  |       |  |  |                                            |  |  |                               |  |